# Tarō Tominaga
Tarō Tominaga (富永 太郎); 4 mai 1901 - 12 novembre 1925, est écrivain et traducteur japonais.
Tominaga se fait connaître comme traducteur de Charles Baudelaire. Il est ami de Chūya Nakahara qu'il introduit aux œuvres de Baudelaire, Paul Verlaine et Arthur Rimbaud. Ses propres poèmes sont rassemblés par son ami Michio Murai et publiés en 1927 sous le titre Tominaga Tarō Shishū (富永太郎詩集). Shōhei Ōoka lui a consacré une biographie. Son frère Jirō Tominaga est également connu comme écrivain.
Il décède à vingt-quatre-ans d'une tuberculose,.